# Korv Stroganoff

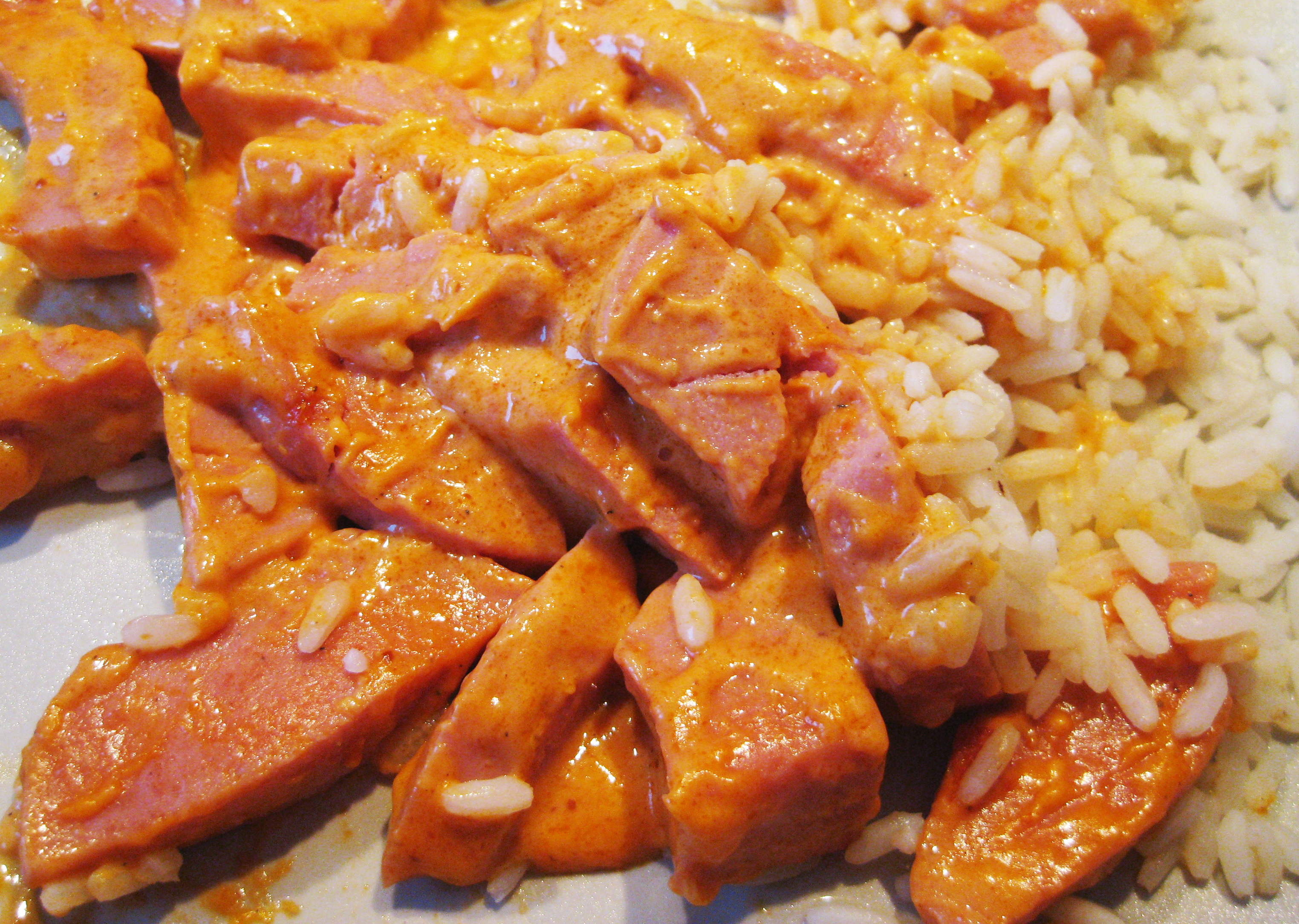
Korv Stroganoff med ris.

Korv Stroganoff eller korvstroganoff är en svensk maträtt med korv som är inspirerad av maträtten biff Stroganoff. Receptet är snarlikt biff Stroganoff förutom att biffköttet ersätts med strimlad falukorv och steks på lägre temperatur. Förutom falukorv innehåller rätten hackad gul lök, ofta brynt (förstekt), tomatpuré, vetemjöl, eventuellt lite ljus senap såsom dijonsenap, och antingen grädde, gräddfil eller en kombination. Stroganoff serveras i Sverige ofta med ris eller kokt potatis och en grönsallad utan dressing.
Varianter förekommer med exempelvis andra korvar, andra mejeriprodukter, tomatsås istället för tomatpuré och uteslutet vetemjöl. Alternativt kan rätten serveras med annat än kokt potatis eller ris.